# Pinanga mirabilis
Pinanga mirabilis là loài thực vật có hoa thuộc họ Arecaceae. Loài này được Becc. miêu tả khoa học đầu tiên năm 1886.